# Torneo Apertura 2002 (Colombia)
El Torneo Apertura 2002 fue la quincuagésima quinta edición de la Categoría Primera A de fútbol profesional colombiano, siendo el primer torneo de la temporada 2002. Comenzó el domingo 3 de febrero y finalizó el miércoles 19 de junio.
Este fue el primer año en el que se aprobó el sistema de torneos cortos, que otorga dos campeones por año.
El campeón, América de Cali, logró su cupo para la Copa Libertadores 2003, y adicionalmente gracias a la creación de la Copa Sudamericana, representó a Colombia, junto al subcampeón Atlético Nacional, en la Copa Sudamericana 2002 que se disputaría en el segundo semestre del año.

## Novedades
Para este año la Asamblea General de Clubes de la División Mayor del Fútbol Colombiano aprobó que se jugara el torneo profesional con 18 equipos, sumándole a los 16 actuales dos de los tres socios que en ese entonces se encontraban participando en el Campeonato de la Categoría Primera B. Para ese año el equipo de la Primera División al que le correspondía descender se mantuvo en la misma. Asimismo, se aprobó el sistema de torneos cortos, en el cual hay dos campeones por año, con el fin de hacer el torneo más llamativo para la prensa, aficionados y patrocinadores.

## Cobertura por televisión
Para el Torneo Apertura los derechos de transmisión fueron otorgados a las cableoperadoras Sky, TV Cable y el canal FOX Sports en Español (Para los Estados Unidos). A finales de febrero, la Dimayor llegó a un nuevo acuerdo con los canales privados Caracol y RCN, para que también transmitan el torneo, alternando cada canal un partido por fecha.

## Sistema de juego
En la primera etapa se dividieron los 18 equipos en tres zonas de seis equipos, disputándose cinco fechas. Posteriormente se llevaron a cabo 17 fechas bajo el sistema de todos contra todos, al término de los cuales los ocho primeros clasificados avanzan a los cuadrangulares semifinales. Allí los ocho equipos se dividen en dos grupos (A, pares y B impares). Los ganadores de cada grupo se enfrentan en junio para decidir al campeón del torneo, que obtendrá un cupo en la fase de grupos de la Copa Libertadores 2003.

## Equipos participantes

### Relevo anual de clubes
| Ascendidos a la Primera A                                             |
| --------------------------------------------------------------------- |
| Deportes Quindío (Campeón de la Primera B 2001)                       |
| Unión Magdalena (Ganador del Triangular de promoción 2001)            |
| Atlético Bucaramanga (Segundo lugar del Triangular de promoción 2001) |

| Descendidos a la Primera B |
| -------------------------- |
| No hubo                    |

### Datos de los clubes
| Equipo                 | Ciudad              | Estadio                        |
| ---------------------- | ------------------- | ------------------------------ |
| América de Cali        | Cali                | Olímpico Pascual Guerrero      |
| Atlético Bucaramanga   | Bucaramanga         | Alfonso López                  |
| Atlético Huila         | Neiva               | Guillermo Plazas Alcid         |
| Atlético Nacional      | Medellín            | Atanasio Girardot              |
| Cortuluá               | Tuluá               | Doce de Octubre                |
| Deportes Quindío       | Armenia             | Centenario                     |
| Deportes Tolima        | Ibagué              | Manuel Murillo Toro            |
| Deportivo Cali         | Cali                | Olímpico Pascual Guerrero      |
| Deportivo Pasto        | Pasto               | Departamental Libertad         |
| Deportivo Pereira      | Pereira             | Hernán Ramírez Villegas        |
| Envigado F. C.         | Envigado            | Polideportivo Sur              |
| Independiente Medellín | Medellín            | Atanasio Girardot              |
| Junior                 | Barranquilla        | Metropolitano Roberto Meléndez |
| Millonarios            | Bogotá              | Nemesio Camacho El Campín      |
| Once Caldas            | Manizales           | Estadio Palogrande             |
| Real Cartagena         | Cartagena de Indias | Pedro de Heredia               |
| Santa Fe               | Bogotá              | Nemesio Camacho El Campín      |
| Unión Magdalena        | Santa Marta         | Eduardo Santos                 |

### Localización
| Antioquia       | 3 | Atlético Nacional, Envigado F. C. e Independiente Medellín | Nacional Envigado F. C. DIM Millonarios Santa Fe Caldas Quindío Pereira Cortuluá América Cali Bucaramanga Tolima Unión Junior Cartagena Huila Pasto |
| Valle del Cauca | 3 | América de Cali, Cortuluá y Deportivo Cali                 | Nacional Envigado F. C. DIM Millonarios Santa Fe Caldas Quindío Pereira Cortuluá América Cali Bucaramanga Tolima Unión Junior Cartagena Huila Pasto |
| Bogotá, D. C.   | 2 | Millonarios y Santa Fe                                     | Nacional Envigado F. C. DIM Millonarios Santa Fe Caldas Quindío Pereira Cortuluá América Cali Bucaramanga Tolima Unión Junior Cartagena Huila Pasto |
| Atlántico       | 1 | Junior                                                     | Nacional Envigado F. C. DIM Millonarios Santa Fe Caldas Quindío Pereira Cortuluá América Cali Bucaramanga Tolima Unión Junior Cartagena Huila Pasto |
| Bolívar         | 1 | Real Cartagena                                             | Nacional Envigado F. C. DIM Millonarios Santa Fe Caldas Quindío Pereira Cortuluá América Cali Bucaramanga Tolima Unión Junior Cartagena Huila Pasto |
| Caldas          | 1 | Once Caldas                                                | Nacional Envigado F. C. DIM Millonarios Santa Fe Caldas Quindío Pereira Cortuluá América Cali Bucaramanga Tolima Unión Junior Cartagena Huila Pasto |
| Huila           | 1 | Atlético Huila                                             | Nacional Envigado F. C. DIM Millonarios Santa Fe Caldas Quindío Pereira Cortuluá América Cali Bucaramanga Tolima Unión Junior Cartagena Huila Pasto |
| Magdalena       | 1 | Unión Magdalena                                            | Nacional Envigado F. C. DIM Millonarios Santa Fe Caldas Quindío Pereira Cortuluá América Cali Bucaramanga Tolima Unión Junior Cartagena Huila Pasto |
| Nariño          | 1 | Deportivo Pasto                                            | Nacional Envigado F. C. DIM Millonarios Santa Fe Caldas Quindío Pereira Cortuluá América Cali Bucaramanga Tolima Unión Junior Cartagena Huila Pasto |
| Quindío         | 1 | Deportes Quindío                                           | Nacional Envigado F. C. DIM Millonarios Santa Fe Caldas Quindío Pereira Cortuluá América Cali Bucaramanga Tolima Unión Junior Cartagena Huila Pasto |
| Risaralda       | 1 | Deportivo Pereira                                          | Nacional Envigado F. C. DIM Millonarios Santa Fe Caldas Quindío Pereira Cortuluá América Cali Bucaramanga Tolima Unión Junior Cartagena Huila Pasto |
| Santander       | 1 | Atlético Bucaramanga                                       | Nacional Envigado F. C. DIM Millonarios Santa Fe Caldas Quindío Pereira Cortuluá América Cali Bucaramanga Tolima Unión Junior Cartagena Huila Pasto |
| Tolima          | 1 | Deportes Tolima                                            | Nacional Envigado F. C. DIM Millonarios Santa Fe Caldas Quindío Pereira Cortuluá América Cali Bucaramanga Tolima Unión Junior Cartagena Huila Pasto |

## Todos contra todos

### Clasificación
| Pos | Equipo                 | Pts | PJ | PG | PE | PP | GF | GC | Dif |
| --- | ---------------------- | --- | -- | -- | -- | -- | -- | -- | --- |
| 1.  | Deportivo Cali         | 39  | 22 | 11 | 6  | 5  | 44 | 24 | 20  |
| 2.  | Independiente Santa Fe | 38  | 22 | 10 | 8  | 4  | 26 | 13 | 13  |
| 3.  | Atlético Nacional      | 38  | 22 | 10 | 8  | 4  | 24 | 18 | 6   |
| 4.  | Envigado F. C.         | 36  | 22 | 10 | 6  | 6  | 21 | 18 | 3   |
| 5.  | Deportivo Pasto        | 34  | 22 | 9  | 7  | 6  | 29 | 27 | 2   |
| 6.  | Atlético Bucaramanga   | 33  | 22 | 9  | 6  | 7  | 24 | 22 | 2   |
| 7.  | Unión Magdalena        | 33  | 22 | 9  | 6  | 7  | 27 | 27 | 0   |
| 8.  | América de Cali        | 33  | 22 | 8  | 9  | 5  | 27 | 22 | 5   |
| 9.  | Once Caldas            | 32  | 22 | 9  | 5  | 8  | 36 | 29 | 7   |
| 10. | Deportivo Pereira      | 32  | 22 | 8  | 8  | 6  | 20 | 16 | 4   |
| 11. | Deportes Quindío       | 30  | 22 | 7  | 9  | 6  | 24 | 30 | -6  |
| 12. | Atlético Junior        | 26  | 22 | 7  | 5  | 10 | 19 | 25 | -6  |
| 13. | Millonarios            | 23  | 22 | 5  | 8  | 9  | 17 | 21 | -4  |
| 14. | Atlético Huila         | 22  | 22 | 5  | 7  | 10 | 21 | 32 | -11 |
| 15. | Cortuluá               | 21  | 22 | 5  | 6  | 11 | 16 | 25 | -9  |
| 16. | Independiente Medellín | 21  | 22 | 4  | 9  | 9  | 26 | 32 | -6  |
| 17. | Real Cartagena         | 20  | 22 | 4  | 8  | 10 | 17 | 25 | -8  |
| 18. | Deportes Tolima        | 18  | 22 | 3  | 9  | 10 | 18 | 30 | -12 |

 Pts=Puntos; PJ=Partidos jugados; G=Partidos ganados; E=Partidos empatados; P=Partidos perdidos; GF=Goles a favor; GC=Goles en contra; DIF=Diferencia de gol
|  | Clasificado para los cuadrangulares semifinales. |
|  | Eliminado                                        |

## Cuadrangulares semifinales
La segunda fase del Torneo Apertura 2002 consiste en los cuadrangulares semifinales. Estos los disputan los ocho mejores equipos del torneo distribuidos en dos grupos de cuatro equipos divididos en pares e impares. Los ganadores de cada grupo se enfrentan en la gran final para definir al campeón.

### Grupo A
| R   | Pos | Equipo            | Pts | PJ | PG | PE | PP | GF | GC | Dif |
| --- | --- | ----------------- | --- | -- | -- | -- | -- | -- | -- | --- |
| (3) | 1.  | Atlético Nacional | 16  | 6  | 5  | 1  | 0  | 12 | 4  | 8   |
| (7) | 2.  | Unión Magdalena   | 9   | 6  | 3  | 0  | 3  | 12 | 9  | 3   |
| (1) | 3.  | Deportivo Cali    | 8   | 6  | 2  | 2  | 2  | 11 | 13 | -2  |
| (5) | 4.  | Deportivo Pasto   | 1   | 6  | 0  | 1  | 5  | 4  | 13 | -9  |

 R=Clasificación en la fase de todos contra todos; Pts=Puntos; PJ=Partidos jugados; G=Partidos ganados; E=Partidos empatados; P=Partidos perdidos; GF=Goles a favor; GC=Goles en contra; DIF=Diferencia de gol

### Grupo B
| R   | Pos | Equipo                 | Pts | PJ | PG | PE | PP | GF | GC | Dif |
| --- | --- | ---------------------- | --- | -- | -- | -- | -- | -- | -- | --- |
| (8) | 1.  | América de Cali        | 12  | 6  | 4  | 0  | 2  | 6  | 6  | 0   |
| (2) | 2.  | Independiente Santa Fe | 11  | 6  | 3  | 2  | 1  | 10 | 6  | 4   |
| (4) | 3.  | Envigado F. C.         | 8   | 6  | 2  | 2  | 2  | 7  | 5  | 2   |
| (6) | 4.  | Atlético Bucaramanga   | 2   | 6  | 0  | 2  | 4  | 4  | 10 | -6  |

 R=Clasificación en la fase de todos contra todos; Pts=Puntos; PJ=Partidos jugados; G=Partidos ganados; E=Partidos empatados; P=Partidos perdidos; GF=Goles a favor; GC=Goles en contra; DIF=Diferencia de gol

## Final
| Fecha                                                        | Ciudad   | Equipo local      | Resultado | Equipo visitante  |
| ------------------------------------------------------------ | -------- | ----------------- | --------- | ----------------- |
| 16 de junio                                                  | Cali     | América de Cali   | 2 - 1     | Atlético Nacional |
| 19 de junio                                                  | Medellín | Atlético Nacional | 0 - 1     | América de Cali   |
| América de Cali es el campeón con el marcador global de 3-1. |          |                   |           |                   |

|                                     |
| Bandera de Colombia                 |
| Campeón América de Cali 12.º título |

## Goleadores
| Jugador         | Equipo          | Goles |
| --------------- | --------------- | ----- |
| Luis Zuleta     | Unión Magdalena | 13    |
| José Herrera    | Unión Magdalena | 12    |
| Carlos Vilarete | Unión Magdalena | 12    |
| Leonardo Mina   | Deportivo Cali  | 11    |
| Carlos Castillo | Deportivo Cali  | 11    |

## Reclasificación del Semestre
| Pos | Equipo                 | Pts | PJ | PG | PE | PP | GF | GC | Dif |
| 1.  | Atlético Nacional      | 54  | 30 | 15 | 9  | 6  | 37 | 25 | 12  |
| 2.  | América de Cali        | 51  | 30 | 14 | 9  | 7  | 36 | 29 | 7   |
| 3.  | Santa Fe               | 49  | 28 | 13 | 10 | 5  | 36 | 19 | 17  |
| 4.  | Deportivo Cali         | 47  | 28 | 13 | 8  | 7  | 55 | 37 | 18  |
| 5.  | Envigado F. C.         | 44  | 28 | 12 | 8  | 8  | 28 | 23 | 5   |
| 6.  | Unión Magdalena        | 42  | 28 | 12 | 6  | 10 | 39 | 36 | 3   |
| 7.  | Atlético Bucaramanga   | 35  | 28 | 9  | 8  | 11 | 28 | 32 | -4  |
| 8.  | Deportivo Pasto        | 35  | 28 | 9  | 8  | 11 | 33 | 40 | -7  |
| 9.  | Once Caldas            | 32  | 22 | 9  | 5  | 8  | 36 | 29 | 7   |
| 10. | Deportivo Pereira      | 32  | 22 | 8  | 8  | 6  | 20 | 16 | 4   |
| 11. | Deportes Quindío       | 30  | 22 | 7  | 9  | 6  | 24 | 30 | -6  |
| 12. | Junior                 | 26  | 22 | 7  | 5  | 10 | 19 | 25 | -6  |
| 13. | Millonarios            | 23  | 22 | 5  | 8  | 9  | 17 | 21 | -4  |
| 14. | Atlético Huila         | 22  | 22 | 5  | 7  | 10 | 21 | 32 | -11 |
| 15. | Cortuluá               | 21  | 22 | 5  | 6  | 11 | 16 | 25 | -9  |
| 16. | Independiente Medellín | 21  | 22 | 4  | 9  | 9  | 26 | 32 | -6  |
| 17. | Real Cartagena         | 20  | 22 | 4  | 8  | 10 | 17 | 25 | -8  |
| 18. | Deportes Tolima        | 18  | 22 | 3  | 9  | 10 | 18 | 30 | -12 |